# Asunto Lavon

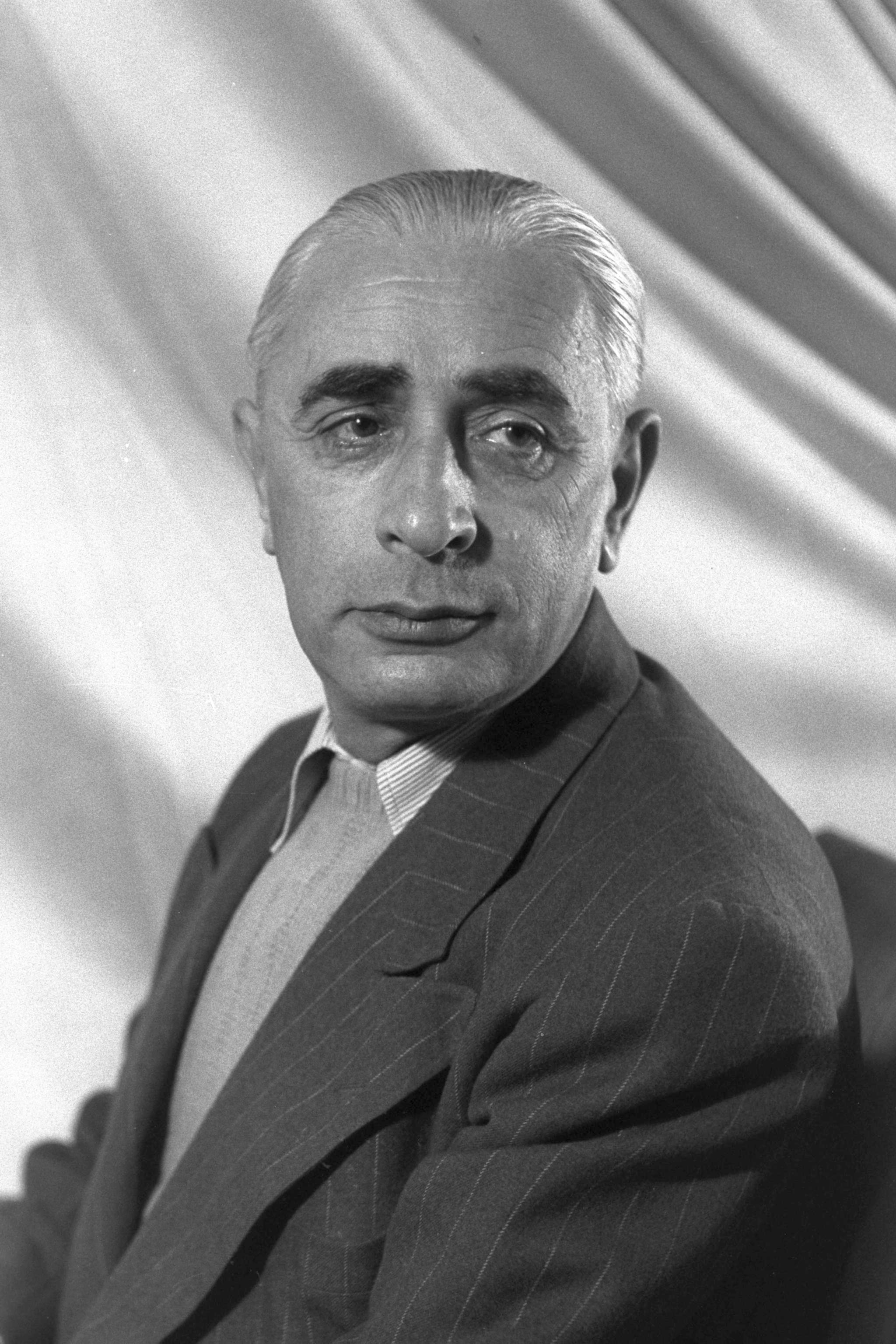
Pinhas Lavon, ministro de Defensa israelí, retratado en 1951.

Asunto Lavon  (Lavon Affair) fue el escándalo generado por una Operación encubierta israelí en Egipto conocida como «Operation Susannah», en la cual bienes egipcios, estadounidenses y británicos en Egipto fueron atacados durante el verano de 1954. Se conoció como el «Asunto Lavon» a causa de que el ministro de Defensa israelí, Pinhas Lavon, fue obligado a dimitir a causa del incidente. Israel admitió su responsabilidad sobre la operación en el 2005.

## Operación Susannah
A principios de la década de 1950, Estados Unidos comenzó a presionar al Reino Unido para que desalojase el canal de Suez. Y así renunciara a dos tratados operativos de entonces, la Convención de Constantinopla y el Tratado Anglo-Egipcio de 1936 que hacían del Canal una zona neutral bajo control británico.
Israel se oponía fuertemente al desalojo británico, ya que temía que su ausencia removería el efecto moderador que los británicos ejercían sobre las ambiciones militares del presidente egipcio, Gamal Abdel Nasser, especialmente hacia Israel. Pero la diplomacia israelí falló en mantener su intento por sostener a los británicos.

### Se toma la decisión
En el verano de 1954, el coronel Binyamin Gibli, jefe de la Inteligencia Militar de Israel (Aman), inició la Operación Suzannah con el fin de revertir dicha decisión. El objetivo de la operación era llevar a cabo diversas acciones de terrorismo en Egipto con el fin último de crear una atmósfera en la que los oponentes británicos y norteamericanos a la salida de los ingleses del canal de Suez quedaran en supremacía táctica, permitiéndoles así bloquear dicha iniciativa.

### La Unidad 131
Una célula secreta, identificada como Unidad 131, llevaría a cabo la operación. Esta había existido desde 1948 y estaba bajo el control del Aman desde 1950. Cuando se lleva a cabo la Operación Susannah, la Unidad 131 era el centro de una amarga disputa entre el Aman y el Mossad sobre quién debía tener el control de la misma.
Los efectivos de la Unidad 131 habían sido reclutados hacía muchos años, cuando el oficial de Inteligencia israelí Avram Dar arribó a El Cairo, con una identidad falsa, haciéndose pasar por un ciudadano inglés de Gibraltar llamado John Darling. Avram Dar reclutó a varios judíos egipcios, los que habían estado activos en actividades de inmigración ilegal y a los que entrenó para participar en operaciones encubiertas.

### Entran en acción
El Aman decidió activar la red en la primavera de 1954. El 2 de julio, una oficina postal en Alejandría fue incendiada y el 14 de julio, las bibliotecas de la Oficina de Información de los Estados Unidos en Alejandría y El Cairo, además de un teatro propiedad de un inglés fueron atacados con bombas. Las bombas caseras consistían en bolsas que contenían ácido colocado sobre nitroglicerina, que era insertado entre los libros, los que eran colocados en las estanterías de las bibliotecas a la hora del cierre. Algunas horas después que el ácido corroía los envases las bombas hacían explosión. Las bombas producían daños muy pequeños y no causaron ningún herido o muerto.

### Tratan de inculpar a los nazis
Antes de que el Grupo comenzara las acciones, el agente israelí Avraham Seidenberg (Avri Elad) fue enviado a supervisar las operaciones. Seidenberg tomó la identidad de Paul Frank, un antiguo oficial de las SS con conexiones con el mundo nazi. Avraham Seidenberg informó a los efectivos del Servicio de Inteligencia Egipcio para que siguieran a un sospechoso a su blanco, el Teatro Río, donde estaba un camión bombero. Las autoridades egipcias arrestaron prematuramente al sospechoso, Philip Natanson, cuando la bomba se detonó prematuramente en su bolsillo. 
Buscando en su departamento, encontraron evidencia incriminatoria y los nombres de cómplices en la operación. Varios sospechosos fueron arrestados, incluidos judíos egipcios e israelíes encubiertos. El coronel Dar y Seidenberg se las arreglaron para escapar dejando a todos sus agentes en manos de los egipcios.

### Comienza el juicio
El juicio comenzó el 11 de diciembre terminando el 27 de enero de 1955; dos de los acusados (Moshe Marzouk y Shmuel Azar) fueron condenados a la muerte por ahorcamiento y otros dos recibieron largas condenas. El juicio fue criticado por su poca seriedad siendo más bien un show, y hay testimonios creíbles de que la información fue extraída por tortura Asunto Lavon - Testimonios extraídos bajo tortura.
Dos de los efectivos encarcelados, Meir Meyuhas y Meir Za'afran, fueron liberados en 1962, después de cumplir sentencias de cárcel de 7 años. El resto fue eventualmente liberado en febrero de 1968, en un addendum secreto de intercambio de prisioneros de guerra.

### El Mossad gana la partida
El que sacó partido del escándalo fue el jefe del Mossad, Isser Harel, expresando sus sospechas al Aman concernientes a la integridad moral de Avraham Seidenberg. A pesar de estas sospechas, el Aman continuó usando a Seidenberg para operaciones de inteligencia hasta 1956, cuando fue sorprendido tratando de venderle documentos israelíes a los egipcios. Seidenberg fue enjuiciado y sentenciado a 10 años de cárcel. En 1980, Harel públicamente reveló evidencia que demostraba que Seidenberg se había pasado al bando egipcio aun antes de la Operación Suzannah. Si esto es cierto, significa que la Inteligencia Egipcia estaba en conocimiento aun antes de que empezara la operación.

## Consecuencias políticas

### Tratan de culpar a Shimon Peres
En sus reuniones con el primer ministro Moshe Sharett, el secretario de Defensa Pinhas Lavon negó cualquier conocimiento de la operación. Cuando el Jefe de Inteligencia Gibli contradijo a Lavon, Sharrett comisionó a un grupo que incluía al juez de la Corte Suprema Israelí de Justicia Isaac Olshan y al primer jefe del Equipo de las IDF, Yaakov Dori, a realizar una investigación, ellos informaron que no existía evidencia concluyente de que Lavon hubiera autorizado la operación. Lavon trató de culpar a Shimon Peres, quien era el Secretario de Defensa, y a Gibli por insubordinación y negligencia criminal. Sharett resolvió el dilema alineándose con Peres, quien junto a Moshé Dayán testificaron contra Lavon, después de lo cual Lavon renunció. El ex primer ministro David Ben-Gurión reemplazó a Lavon como ministro de Defensa. Poco después, Sharett, quien no había tenido información previa sobre la operación, y que había negado enfáticamente la participación de Israel, renunció como primer ministro y fue reemplazado por Ben-Gurion.

### Fraudes múltiples
En abril de 1960, una revisión profunda de los registros del caso encontró inconsistencias graves y la posibilidad de que existieran documentos fraudulentos en el testimonio original de Gibli, que apoyaba el relato de Lavon sobre los eventos. Durante este tiempo, fue evidente que Seidenberg (el agente israelí a cargo de Operación Susannah en Egipto), había cometido perjurio en el juicio inicial. Seidenberg era sospechoso de traicionar al grupo con las autoridades egipcias; a pesar de que los cargos jamás fueron probados fue sentenciado a una condena de 10 años de cárcel. Ben-Gurion declaró cerrada las investigaciones a cargo de Chaim Cohen, de la Corte Suprema de Justicia.
Esta investigación encontró que se habían cometido múltiples fraudes y que Lavon no había autorizado la operación. Sharett y Levi Eshkol trataron de hacer una declaración que aplacara a Lavon y a quienes se les oponían, Ben-Gurion rehusó aceptar el compromiso y lo vio como un plan de división en el Partido Mapai. Después de otro comité investigador aliado a la Pregunta Cohen. Ben-Gurion renunció a su puesto como Ministro de Defensa. Esto condujo a la expulsión de Lavon del sindicato Histadrut con un temprano llamado a elecciones en Israel.
Debe notarse que los aspectos específicos de la Operación Susannah no eran públicos al momento del escándalo político.

## Consecuencias
Aunque las preocupaciones de Israel acerca de las ambiciones militares de Nasser tenían alguna base, la Operación Susannah y el Asunto Lavon fueron desastrosos para Israel de diversas maneras. El gobierno egipcio usó el juicio como pretexto para castigar a los judíos egipcios, lo que culminó cuando en 1958, después de la crisis de Suez, 25 000 judíos fueron expulsados de Egipto y al menos 1000 terminaron en prisión y campos de detención.

## Legado
La Operación Susannah y el asunto Lavon resultaron ser desastrosos para Israel de varias maneras:
Israel perdió una posición y una credibilidad significativas en sus relaciones con el Reino Unido y los Estados Unidos, que tardaron años en reparar. 
Las secuelas vieron una agitación política considerable en Israel, que afectó la influencia de su gobierno.
Israel honró públicamente a los espías sobrevivientes el 30 de marzo de 2005; El presidente Moshe Katsav entregó a cada uno un certificado de reconocimiento por sus esfuerzos en nombre del estado, poniendo fin a décadas de negación oficial por parte de Israel.